# Éric Chevallier

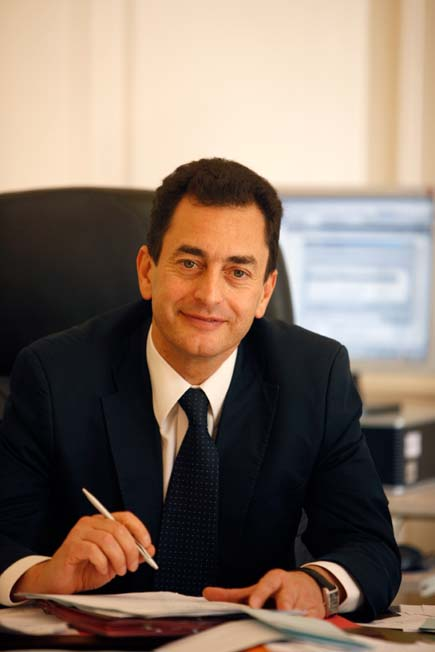
Éric Chevallier

Éric Chevallier (* 5. April 1960 in Paris) ist ein französischer Diplomat.

## Leben
Éric Chevallier studierte bis 1987 am Institut d’études politiques de Paris, bis 1989 an der Universität Paris V Medizin und wurde dort zum Doktor promoviert.
Im Mai 1989 wurde er Programm-Manager beim Centre International de l'Enfance, einer Beratungsorganisation der WHO, der UNICEF, der UNDP und der Weltbank.
Im März 1995 wurde er Mitglied des Kreativteams von UNAIDS.
Im Dezember 1996 wurde er Geschäftsführer von Aide Médicale Internationale.
Im Oktober 1997 wurde er technischer Berater des Staatssekretärs für Gesundheit.
Im Juli 1999 nahm er an der UN-Mission im Kosovo, United Nations Interim Administration Mission in Kosovo, Pristina teil.
Im Februar 2001 wurde er Sonderberater des Gesundheitsministers.
Im Mai 2002 wurde er stellvertretender Direktor für die Überwachung internationaler Krisen beim Secrétariat général de la défense et de la sécurité nationale, dem Verteidigungsamt des Premierministers;
2002 wurde er Dozent am Institut d’études politiques de Paris, bis 2009 war er Dozent an der École nationale d’administration und der Universität Paris 1 Panthéon-Sorbonne.
Im Januar 2005 wurde er Tsunami-Koordinator des französischen Außenministeriums.
Im Januar 2006 wurde er Direktor für internationale Missionen der Ärzte der Welt. Im Juli 2008 wurde er Leiter der Öffentlichkeitsarbeit des Außenministeriums (Frankreich). Vom 13. September 2009 bis 16. November 2011 war er Botschafter in Damaskus.

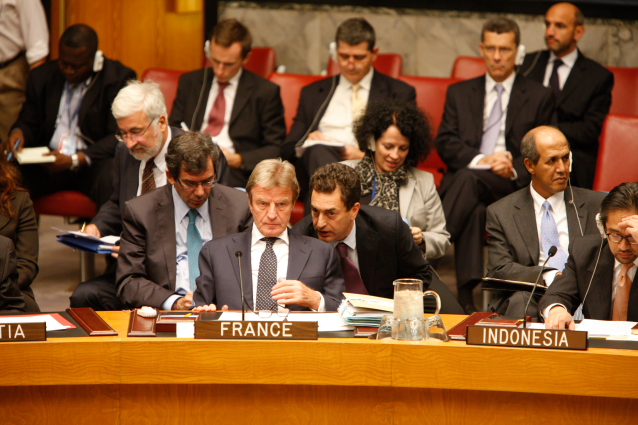
Im Mai 2007 wurde Éric Chevallier Krisen- und Konfliktberater von Bernard Kouchner

| Vorgänger     | Amt                                           | Nachfolger |
| ------------- | --------------------------------------------- | ---------- |
| Michel Duclos | Französischer Botschafter in Syrien 2009–2011 | —          |